# Julius Leopold Theodor Friedrich Zincken
Julius Leopold Theodor Friedrich Zincken ook Sommer (en zowel Julius als Johann als eerste naam) (Braunschweig, 15 april 1770 - aldaar, 8 februari 1856) was een Duits entomoloog.
Hij was co-editor van het Magazin der entomologie Hendel & Son. Halle. Dit tijdschrift stond ook wel bekend als Germar's Tijdschrift. Hierin publiceerde hij vele artikelen en hij beschreef veel nieuwe soorten en geslachten, vooral uit de familie van de echte motten (Tineidae).
De insectencollectie van Zincken is na zijn dood verloren gegaan.

## Taxa
Een aantal door Zincken benoemde motten:
- Het plat beertje (Eilema lurideola), uit de familie spinneruilen (Erebidae),
- De zwartbruine vlakjesmot (Catoptria verellus), uit de familie grasmotten (Crambidae).
- De bonte coronamot (Anania stachydalis), uit de familie grasmotten (Crambidae).
- De roodstreepmutsjeslichtmot (Acrobasis suavella), familie snuitmotten (Pyralidae).
- De mutsjeslichtmot (Acrobasis advenella), familie snuitmotten (Pyralidae).
- Eurhodope cirrigerella, uit de familie snuitmotten (Pyralidae).
- Xanthocrambus saxonellus, uit de familie grasmotten (Crambidae).

Miletus zinckenii is een vlinder uit de familie van de Lycaenidae die naar Zincken is vernoemd.

## Enkele werken
- Zincken, J.L.T.F. (1817). Die Linneischen Tineen in ihre natürlichen Gattungen aufgelöst und beschrieben. Magazin der Entomologie, Halle 2: 24–33
- Zincken, J.L.T.F. (1817). Monographie der Gattung Chilo. Magazin der Entomologie, Halle 2: 33–113
- Zincken, J.L.T.F. (1818). Die Lineeischen Tineen in ihre natürlichen Gattungen aufgelöst und beschrieben. Magazin der Entomologie, Halle 3: 113–115
- Zincken, J.L.T.F. (1818). Monographie der Gattung Phycis. Magazin der Entomologie, Halle 3: 116–176
- Zincken, J.L.T.F. (1821). Die Linnéeischen Tineen, in ihre natürlichen Gattungen aufgelöst und beschrieben. Genus Galleria. Magazin der Entomologie, Halle 4: 231–245
- Zincken, J.L.T.F. (1821). Nachtrag zur Monographie der Gattung Chilo. Magazin der Entomologie, Halle 4: 246–258
- Zincken genannt Sommer, J.L.T.F. (1829). Anweisung zum Seidenbau überhaupt und insbesondere in Bezuge auf das nördliche Deutschland, nach den neuesten Verbesserungen desselben und nach eigenen Erfahrungen und über die Naturgeschichte des Seidenspinners selbst angestellten Versuchen abgefasst;  Braunschweig, Meyer
- Zincken genannt Sommer, J.L.T.F. (1831). Beitrag zur Insecten-Fauna von Java. Erste Abtheilung. Nova Acta Leopoldina 15: 129–194
- Zincken genannt Sommer, J.L.T.F. (1832). Anweisung für Gartenbesitzer und Landleute, wie dieselben in jedem Monate des Jahres zu verfahren haben, um in ihren Gärten Obst und Gartenfrüchte vor den Zerstörungen durch schädliche Insekten an leichtesten zu schützen; Braunschweig, Meyer

- Gemeinsame Normdatei: 1011704706
- International Standard Name Identifier: 0000 0001 1975 2876
- Library of Congress Control Number: nb2015006813
- Nederlandse Thesaurus van Auteursnamen: 155610228
- Système universitaire de documentation: 270165320
- Virtual International Authority File: 170716092
- WorldCat: E39PBJbWvG6r9f8XCJv8QWhbVC